# Nur nicht aufregen
Nur nicht aufregen ist eine deutsche Filmkomödie aus dem Jahre 1953 von Harald Röbbeling mit einer überwiegend wenig bekannten Besetzung. 

## Handlung
Die Geschichte spielt in einem gutbürgerlichen Mietshaus in einer Großstadt. Dort dreht eines Tages der Bäckerjunge, ohne sich viel dabei zu denken, die hauseigene Uhr im Eingangsbereich um eine halbe Stunde zurück. Aus dieser neckischen Idee entwickelt sich bei den Bewohnern, die sich in ihrem Handeln nunmehr nach der falschen Uhrzeit richten, eine Reihe von kuriosen und schicksalhaften Ereignissen, die vollkommen unvorhersehbar waren. Da ist beispielsweise der schüchterne junge Beamte, der gleich drei Tausendmark-Scheine findet, sie für Blüten hält und daher dieses mutmaßliche Falschgeld unbedingt loswerden möchte. Allein, es gelingt ihm nicht! Aus den drei Banknoten werden immer mehr, und der glückliche Finder gewinnt in seinen anstehenden Bemühungen auch noch das Herz einer von ihm heimlich verehrten Mitbewohnerin desselben Mietshauses. 
Ein anderer Mieter, ebenfalls Beamter, verpasst durch die verloren gegangenen 30 Minuten seine eigene Hochzeit, was sich im Nachhinein für ihn als Segen erweisen soll. Genau das gegenteilige Problem muss ein in Scheidung stehendes Ehepaar gewärtigen, dem die „gewonnen geglaubte“ halbe Stunde die Chance eröffnet, sich das mit der Trennung noch einmal genau zu überlegen. Sie nutzen die schicksalhaften 30 Minuten wohl und finden in dieser Zeit wieder zusammen. Für alle Beteiligten heißt es angesichts dieser unvorhergesehenen Eingriffe in ihren Lebensweg: „Nur nicht aufregen!“

## Produktionsnotizen
Die Dreharbeiten fanden im Behelfsatelier des Metropol-Theaters (Innenaufnahmen) und bei Hamburg statt. Die Uraufführung war am 18. Dezember 1953 in Hamburg, die Berliner Premiere fand am 20. Juli 1954 statt.
Regisseur Röbbeling übernahm auch die Produktionsleitung, Karl-Heinz Krupp entwarf die Filmbauten.

## Kritik
Der Film wurde von der Kritik kaum beachtet. Im Lexikon des Internationalen Films heißt es: „Eine hübsche und vielversprechende Komödienidee wird durch ein fehlkonstruiertes Drehbuch und alberne Regieeinfälle verschenkt.“

## Weblink
- Nur nicht aufregen bei filmportal.de